# Elisabethheim Havetoft
Koordinaten: 54° 38′ 40,1″ N, 9° 31′ 2,6″ O

Das 1888 als Waisenhaus eingeweihte Haupthaus, Aufnahme von 1936

Das Gelände des Elisabethheims Havetoft mit Landwirtschaft, Therapiebereich und Schule für Erziehungshilfe

Das Elisabethheim Havetoft, Heilpädagogische Kinder- und Jugendhilfe in Angeln, ist eine Heimeinrichtung mit 82 Plätzen, Beschulung, Tagesgruppe, ambulanten Angeboten und einer ökologisch wirtschaftenden Landwirtschaft. Es liegt im nördlichen Schleswig-Holstein in der Landschaft Angeln in Havetoft. Im Elisabethheim Havetoft werden Kinder aus schwierigen Lebenslagen, mit Entwicklungsdefiziten, seelischen und psychischen Beeinträchtigungen betreut.

## Geschichte

### Entstehung
Der Pastor der evangelischen Kirchengemeinde Havetoft, Johannes Gottsched Eduard Witt, gründete das Elisabethheim Havetoft als Waisenhaus. Grund hierfür war der frühe Tod seiner Tochter und das ihr gegebene Versprechen, die bisher für sie aufgewendeten Geldmittel künftig der Versorgung von Waisenkindern zu widmen. Die Grundsteinlegung erfolgte am 1. Juni 1887 in der Gemeinde Havetoft, Kreis Schleswig, im Landesteil Südschleswig. Am 2. November 1888 wurde das erste Kind aufgenommen. Finanziert wurde der Bau des Waisenhauses und der größte Teil der Unterhaltung aus Mitteln, die Spender aus Kirche und Gemeinschaftsbewegung, zu deren führenden Männern Pastor Witt gehörte, zusammenlegen. Pastor Witt nannte das neue Werk nach seiner verstorbenen Tochter Elisabeth.
1893 kam eine Schule und 1903 das „Inspektorenhaus“ hinzu. 1911 wurde ein großer Saal angebaut. Die Platzzahl wuchs auf 60 und es wurden nicht mehr nur Waisenkinder, sondern auch vernachlässigte Kinder und Kinder aus Problemfamilien aufgenommen. Eine eigene Landwirtschaft diente der Versorgung und Ausbildung der Kinder.
1917 wurde der Hof „Friedrichsruh“ als Lehrer und Angestelltenwohnung erworben. Im Zweiten Weltkrieg gab es immer wieder Bestrebungen, das Heim wegen seiner christlichen Ausrichtung zu schließen. Trotz seiner deutlich nicht-nationalsozialistischen Erziehungsarbeit konnte das Werk aufrechterhalten bleiben. Zum Kriegsende wurden viele aufgegriffene Flüchtlingskinder aufgenommen und können zum Teil über die Suchdienste Verwandten zugeführt werden.

### Erweiterungen nach dem Zweiten Weltkrieg
1960 wurde das Haupthaus erweitert und es kamen Sportanlagen hinzu. Mit dem Bau der Wohngruppenhäuser Schwalbennest und Fuchsbau (1969 und 1973) wurde das Wohngruppenprinzip Standard. Die durchschnittliche Kinderzahl lag bei 82. Es folgte das Haus Schwanenblick. 1979 wurde das Heilpädagogische Zentrum „Biberbau“ eingeweiht, 1996 und 1999 die Wohngruppenhäuser Spatzennest und Feldheck im Ortsteil Hostrup. 2015 folgte das Wohngruppenhaus Osterkoppel in Havetoftloit, wo Platz für 10 Jugendliche und ihre Betreuer ist.

### Denkmalschutz
Das Haupthaus des Elisabethheimes und seine Nebengebäude stehen seit 2017 als Sachgesamtheit auf der Liste der Kulturdenkmale Schleswig-Holsteins, Denkmalliste Schleswig-Flensburg. Der Denkmalwert der historischen Gebäude (Haupthaus von Alexander Wilhelm Prale) ergibt sich aus der geschichtlichen, baulichen und die Kulturlandschaft prägenden Bedeutung.

## Heutige Situation
Das Elisabethheim betreut heute in seinen vorwiegend dezentralen Wohngruppen durchschnittlich 82 Kinder, Jugendliche und junge Volljährige. Daneben besteht eine Tagesgruppe, Sozialpädagogische Familienhilfe, Betreutes Wohnen und Systemische Familientherapie. Im Haus Friedrichsruh werden, neben einer Regelgruppe, junge Volljährige mit geistigen und seelischen Behinderungen betreut.
Unter einem Dach mit dem Therapiebereich befindet sich eine Beschulung mit dem Förderschwerpunkt emotionale und soziale Entwicklung sowie eine Praxis für Ergotherapie. Diese Angebote richten sich auch an Personen, die nicht im Elisabethheim leben. Für den Kreis Schleswig-Flensburg wird die Inobhutnahme (vergleichbar mit einem Kinder- und Jugendschutzhaus) wahrgenommen. Das Elisabethheim Havetoft versteht sich als heilpädagogische Jugendhilfeeinrichtung und betreut besonders Kinder und Jugendliche mit Entwicklungsproblemen. Seit Frühjahr 2010 besteht eine Schutzstelle für unbegleitete minderjährige Flüchtlinge. Die als Zweckbetrieb geführte Landwirtschaft wirtschaftet ökologisch. Sie dient sozialpädagogisch begleiteten Förder- und Beschäftigungsmaßnahmen benachteiligter Jugendlicher und junger Volljähriger.
Die bewusst christliche Ausrichtung und die Verbindung zu Kirche und Gemeinschaftsbewegung sind bis heute bestehen geblieben.
Seit 1886 erscheint vierteljährlich eine Zeitschrift, heute unter dem Titel „Elisabethheim Havetoft – Magazin für Freunde und Förderer“.

## Aktuell
Im Jahr 2013 feierte das Elisabethheim Havetoft 125-jähriges Bestehen und gehört damit zu einer der ältesten Kinder- und Jugendhilfeeinrichtungen in Schleswig-Holstein.

## Verbandsangehörigkeit
Das Elisabethheim ist seit 1900 eine selbständige Einrichtung. Träger ist der gemeinnützige Verein Elisabethheim Havetoft e. V. Dieser Verein ist Mitglied des Landesverbandes der Inneren Mission (Diakonisches Werk Schleswig-Holstein) und des Evangelischen Erziehungsverbandes (EREV). Die Vorstands- und Vereinsmitglieder gehören ausnahmslos zu Kirche, Freikirche oder zur Gemeinschaft in der ev. Kirche in Schleswig-Holstein.